# Valamugil speigleri
Valamugil speigleri és una espècie de peix de la família dels mugílids i de l'ordre dels mugiliformes.

## Morfologia
- Els mascles poden assolir 35 cm de longitud total.[4][5]

## Reproducció
És ovípar i els ous són pelàgics.

## Alimentació
Els alevins es nodreixen de copèpodes i algues flotants, mentre que els adults mengen algues (incloent-hi diatomees), detritus i d'altres matèries orgàniques.

## Hàbitat
És un peix de clima tropical i demersal.

## Distribució geogràfica
Es troba des del Pakistan fins a Nova Guinea i la Xina.

## Ús comercial
Es comercialitza fresc, cuit (Tailàndia), enllaunat o congelat (Austràlia). Els ous són venuts com a caviar.

## Observacions
És inofensiu per als humans.